# Dasypus fenestratus
Dasypus fenestratus ist eine Art der Langnasengürteltiere. Sie lebt im nordwestlichen Südamerika und angrenzenden Bereichen Mittelamerikas. Es handelt sich um einen mittelgroßen Vertreter mit den Ausmaßen des Neunbinden-Gürteltiers, in dessen nähere Verwandtschaft er auch gehört. Wie dieses zeichnet sich die Gürteltierart durch neun bewegliche Bänder zwischen den starren Teilen des Rückenpanzers aus. Besonderheiten finden sich weitgehend im Bau des Schädels, der vergleichsweise kurz und hoch gestaltet ist. Die Lebensweise wurde bisher nur wenig erforscht. Die wissenschaftliche Benennung der Art erfolgte im  Jahr 1864. Allerdings galt die Form weitgehend als Unterart des Neunbinden-Gürteltiers. Erst anatomische und genetische Studien in den 2010er Jahren erbrachten die Erkenntnis, dass es sich um eine eigenständige Art handelt. Dies wurde schließlich im Jahr 2024 anerkannt.

## Merkmale

### Habitus
Dasypus fenestratus ist ein mittelgroßer Vertreter der Langnasengürteltiere. Seine Gesamtlänge variiert von 64,2 bis 85,0 cm bei einem Durchschnitt von 78,0 cm. Der Schwanz nimmt davon 26,2 bis 55,0 cm ein, das Mittel beträgt 39,7 cm. Das Körpergewicht liegt bei 3,3 kg mit einer Spannbreite von 2,2 bis 4,3 kg, In Größe und Aussehen entspricht die Gürteltierart damit weitgehend dem Neunbinden-Gürteltier (Dasypus novemcinctus). Übereinstimmend mit anderen Gürteltieren besitzt Dasypus fenestratus einen Rückenpanzer bestehend aus einem festen Schulter- und Beckenschild. Zwischen diesen beiden befinden sich analog zum Neunbinden-Gürteltier acht bis neun bewegliche Bänder. Der Panzer setzt sich aus kleinen, in Reihen angeordneten Knochenplättchen zusammen, welche als Osteoderme bezeichnet werden. Sie sind in den festen Panzerabschnitten von rundlicher, in den beweglichen Bändern von dreieckiger Gestalt. Der Schulterschild ist etwa 8,6 cm lang, der Beckenschild 12,3 cm. Damit verfügen die Tiere über den verhältnismäßig kleinsten Panzer unter den Angehörigen aus der Verwandtschaftsgruppe um das Neunbinden-Gürteltier. Der Schwanz wird ebenfalls von 12 bis 15 konzentrischen Panzerringen umhüllt, deren Gesamtlänge bei 24,4 cm liegt. Zusätzlich kommt auf der Kopfoberseite ein Stirnschild von 8,7 cm Länge vor, welches aus polygonalen Osteodermen gebildet wird. Der Kopf ist ansonsten konisch gestaltet mit einer langausgezogenen Schnauze. Die Ohren sind 4,0 bis 4,5 cm lang. Die Gliedmaßen enden wie bei allen Vertretern des Artkomplexes des Neunbinden-Gürteltiers vorn in vier, hinten in fünf Zehen. Die Hinterfußlänge schwankt zwischen 4,0 und 9,9 cm.

### Skelettmerkmale
Der Schädel wird 8,6 bis 10,8 cm lang. Am Hirnschädel ist er 2,9 bis 3,4 cm breit, während die Jochbögen 3,7 bis 4,5 cm auseinanderstehen. Hinter den Orbita verengt sich der Schädel auf 2,2 bis 2,6 cm Breite. Insgesamt ist er konisch gestaltet mit langgestrecktem Rostrum. Im Vergleich zu anderen Langnasengürteltieren wirkt er jedoch höher und kürzer. Die Stirnhöhlen sind weniger deutlich entwickelt als etwa bei Dasypus guianensis und ähneln in ihrer Ausprägung eher jenen des Mexikanischen Neunbinden-Gürteltier (Dasypus mexicanus). Die Jochbögen sind besonders in ihrem vorderen Abschnitt kräftig entwickelt, der zudem  länger ist als der hintere. Der Gaumen wirkt kurz, er endet deutlich hinter dem Ende der Zahnreihe. Die Gaumenebene befindet sich unterhalb der der Schädelbasis. Im Zahnbau weicht die Gürteltierart wie die anderen Vertreter der Gruppe von den meisten Säugetieren ab. Das Gebiss besteht aus molarenartigen Zähnen. Die Gesamtanzahl liegt bei 28 bis 36, so dass je Kieferhälfte oben und unten sieben bis neun Zähne ausgebildet sind. Die obere Zahnreihe ist  1,7 bis 2,5 cm lang, die untere 1,7 bis 2,6 cm. Im Verhältnis sind die Zahnreihen kürzer als bei verwandten Arten. Der Unterkiefer weist eine Länge von 7,1 bis 8,4 cm auf.

## Verbreitung und Lebensraum

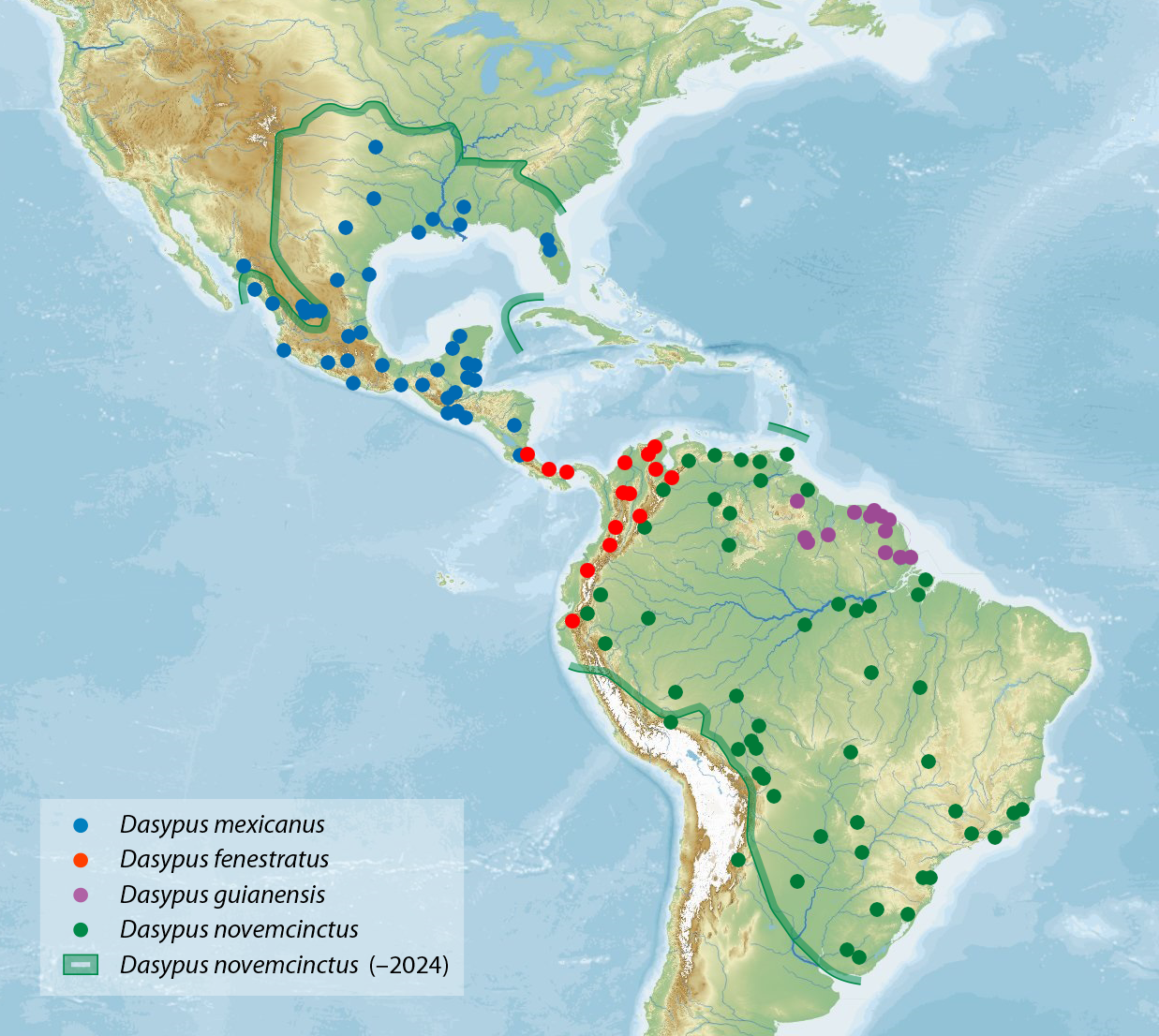
Verbreitungsgebiet des Neunbinden-Gürteltier-Artkomplexes, das Vorkommen von Dasypus fenestratus ist rot markiert

Das Verbreitungsgebiet von Dasypus fenestratus beschränkt sich auf das nordwestliche Südamerika und angrenzende Teile Mittelamerikas. Es umfasst das Gebiet westlich der Anden in Ecuador, Kolumbien und Venezuela. Nach Norden reicht es bis nach Costa Rica. Dort tritt die Gürteltierart sympatrisch mit dem Mexikanischen Neunbinden-Gürteltier auf. Teilweise kommt Dasypus fenestratus in Höhenlagen bis 2740 m über dem Meeresspiegel vor.

## Lebensweise
Über die Lebensweise von Dasypus fenestratus liegen keine Informationen vor. Sie dürfte aber weitgehend der des Neunbinden-Gürteltiers und des Mexikanischen Neunbinden-Gürteltiers ähneln. Bei einer halbjährigen Studie in Soná im südlichen Panama konnten 1,38 Baue je Hektar gezählt werden, was einer Individuendichte von 0,38 auf der entsprechenden Fläche annehmen lässt. In der Umgebung der Unterschlüpfe hielten sich häufig das Mittelamerikanische Tapeti und das Südopossum auf, aber auch der Amazonas-Skunk. Hinzu kommen verschiedene Vogel- und Reptilienarten. Dasypus fenestratus war nächtlich aktiv, hauptsächlichen zwischen 19.00 und 22.00 Uhr sowie gegen 03.00 Uhr. Ähnliche Aktivitätszeiten ergaben sich bei Feldstudien im Nationalpark Darién in Panama. Parasiten wurden unter anderem mit Milben der Gattung Echimyopus beschrieben.

## Systematik
Dasypus fenestratus ist eine Art aus der Gattung der Langnasengürteltiere (Dasypus), welche insgesamt wenigstens neun Vertreter einschließt. Die Langnasengürteltiere wiederum werden der Gruppe der Gürteltiere (Dasypodia) zugeordnet, innerhalb derer sie eine eigene Familie, die Dasypodidae, bilden. Die Familie gilt als rezent monotypisch, allerdings enthält sie noch einige weitere Fossilformen, so unter anderem Stegotherium und Propraopus. Gemäß molekulargenetischen Untersuchungen trennten sich die Dasypodidae von der Linie der anderen Gürteltiere, die allesamt in der Familie der Chlamyphoridae zusammengefasst werden, im Mittleren Eozän vor rund 45 Millionen Jahren. Eine stärkere Diversifizierung der Langnasengürteltiere setzte dann im Mittleren Miozän vor rund 10 Millionen Jahren ein. Daraus resultierten drei größere Linien, von denen eine den Artkomplex um das Kappler-Gürteltier (Dasypus kappleri) umfasst, eine weitere den des Siebenbinden-Gürteltiers (Dasypus septemcinctus) repräsentiert und die dritte zu jenem des Neunbinden-Gürteltiers (Dasypus novemcinctus) inklusive des Pelzgürteltiers (Dasypus pilosus) führte. Der letzteren Artengruppe ist auch Dasypus fenestratus zuzurechnen. Der Artkomplex bildete sich im Übergang vom Miozän zum Pliozän vor rund 5,14 Millionen Jahren heraus. Die eigenständige Linie von Dasypus fenestratus existiert seit dem Verlauf des Pleistozäns. Als relativ nahe verwandt können das Mexikanische Neunbinden-Gürteltier (Dasypus mexicanus), das Savannen-Gürteltier (Dasypus sabanicola) und das Neunbinden-Gürteltier eingestuft werden. Der genetische Abstand beträgt etwa 3,5 bis 3,6 %.
Die wissenschaftliche Erstbeschreibung legte Wilhelm Peters im Jahr 1864 vor. Er veröffentlichte sie im Rahmen eines Aufsatzes, in dem er mehrere Vertreter der Langnasengürteltiere behandelte. Hierbei verglich er seine neue Art, die er auf ein ausgewachsenes und ein junges Individuum basierte, mit dem Neunbinden-Gürteltier, hob jedoch einige Abweichungen in der Schädelgestaltung hervor. Als Herkunft der beiden Exemplare gab Peters Costa Rica an, was später auf San José präzisiert wurde. Letzteres bildet heute die Typusregion der Art. Den Artnamen fenestratus bezog Peters auf die Ornamentierung der Knochenplättchen des Panzers, die an gotische Kirchenfenster erinnert, ein Vergleich, den er von Hermann Burmeister aus dem Jahr 1848 übernahm. Im weiteren Verlauf wurde Dasypus fenestratus in der Regel nicht als eigenständig anerkannt, sondern dem Neunbinden-Gürteltier als Unterart zugeordnet, auch wenn einzelne Autoren in der Vergangenheit anatomische Unterschiede innerhalb dieser weit umspannenden Art herausgearbeitet hatten. Die Unterart Dasypus novemcinctus fenestratus war nach Auffassung verschiedener Wissenschaftler nach Norden bis nach Nicaragua verbreitet, schloss aber die südlicheren Gebiete von Ecuador aus, wo sie durch Dasypus novemcinctus aequatorialis ersetzt wurde. Letztere Form war im Jahr 1913 von Einar Lönnberg anhand eines ausgewachsenen männlichen Individuums vom Pichincha eingeführt worden.
In einer schädelmorphologischen Studie aus dem Jahr 2017 konnten dem Neunbinden-Gürteltier in damaliger Auffassung vier regionale Variationen zugeschrieben werden, die aber nur bedingt mit den postulierten Unterarten übereinstimmten. Hierbei zeichneten sich Tiere aus dem nordwestlichen Süd- und dem südlichen Mittelamerika durch kurze, hohe Schädel mit moderat entwickelten Stirnhöhlen und relativ eng stehenden Orbita aus. Sie setzten sich als „zentrale Gruppe“ deutlich von anderen Populationen des Neunbinden-Gürteltiers aus weiter südlich oder nördlich gelegenen Regionen des Verbreitungsgebietes ab, wobei zumindest hinsichtlich der Nasennebenhöhlen Ähnlichkeiten zu letzteren bestanden. Eine umfassende genetische Analyse der Langnasengürteltiere zwei Jahre später bestätigte die Aufteilung des Neunbinden-Gürteltiers in mehrere Untergruppen. Anderson Feijó und Kollegen als Autoren der entsprechenden Untersuchung unterstrichen dabei, dass das Neunbinden-Gürteltier keine monophyletische Gruppe darstellt und befürworteten eine Aufteilung in mehrere Arten, ohne dies aber umzusetzen. Dies tätigte dann im Jahr 2024 ein Arbeitsteam um Mathilde Barthe, womit Dasypus fenestratus letztendlich Artstatus erhielt. Die Art schließt die Form Dasypus novemcinctus aequatorialis als Synonym ein.

## Bedrohung und Schutz
Dasypus fenestratus wird von der IUCN momentan nicht als eigenständige Art ausgewiesen, sondern dem Neunbinden-Gürteltier zugeordnet. Dessen Gesamtbestand stuft die Naturschutzorganisation als nicht gefährdet ein, was sie  mit der weiten Verbreitung, der angenommenen großen Population und einem nicht erkennbaren Rückgang der Bestandszahlen begründet.